# Nicolas de Largillière
Nicolas de Largillière (født 20. oktober 1656 i Paris, død 20. marts 1746 sammesteds) var en fransk portrætmaler.
Opdraget fra 3 års alderen i Antwerpen kom han i kunstnerlære der under Goubeau og optogs senere i byens Lukasgilde, 1674 kom han til England, hvor han var Lely behjælpelig, men hvorfra han, ugleset som romersk katolik, atter rejste 1678 (for senere, 1685, en kort tid at vende tilbage dertil for at male Jakob II, dronningens og prinsen af Wales' portrætter). I Paris vandt han Lebruns gunst ved et portræt af van der Meulen, og vejen stod ham nu åben; 1686 blev han akademimedlem på et portræt af Lebrun (nu i Louvre), han blev 1705 professor, 1738 direktør, 1743 kansler ved Paris' akademi. Skønt de Largillière har malet en del historie- og genrebilleder, mest officielle opgaver i den akademiske stil, men gerne behandlede med gratie og elegance (Herkules dræber Hydra, Korsfæstelsen i Paris og andre), står han dog for eftertidens bevidsthed udelukkende som portrætmaleren.
Som sådan ydede han noget betydeligt, ikke blot i tal (han skal have malet omkring 1500 portrætter), men også i værdi selv om den store produktion kastede adskilligt lettere gods af sig. Hans portrætter, pompøse i holdning, udmærker sig ofte ved fyldig farvevirkning, kraftig og sikker formgivning, levende og slående karakteristik, særlig indsmigrende i gengivelse af kvinder. Af kendte personligheder, han har portrætteret, kan nævnes Oudry, Colbert, Rousseau, kardinalen af Noailles, ærkebispen af Toulouse, N. Couchou, og svigerfaderen maleren Forest. Malerier af Largillière findes i de fleste større kunstsamlinger, i Louvre over en halv snes, fire i Madrids Prado, i museet i Firenze et selvportræt (ligesom i Louvre), i Stockholms Nationalmuseum et portræt af grev Sparre (1713); i det nationalhistoriske museum på Frederiksborg portræt af Otte Christensen Skeel (1725).